# Ben Bova
Ben Bova, właśc. Benjamin William Bova (ur. 8 listopada 1932 w Filadelfii, zm. 29 listopada 2020 w Naples) – amerykański pisarz, redaktor oraz popularyzator science fiction.

## Życiorys
Urodził się 8 listopada 1932 w Filadelfii w Pensylwanii.
Zdobył tytuł bakałarza z dziennikarstwa na Temple University (1954), magisterium z komunikacji na State University of New York at Albany (1987) oraz doktorat z pedagogiki na California Coast University (1996).
Po śmierci Johna W. Campbella był redaktorem magazynu „Analog Science Fiction” w latach 1972–1978, następnie „Omni” w latach 1978-1981.
W latach 1990–1992 prezes Science Fiction Writers of America (SFWA). President emeritus National Space Society.
Sześciokrotny laureat nagrody Hugo dla najlepszego wydawcy oraz Nagrody Campbella w 2007 za powieść Tytan. Jutro zaczyna się dzisiaj. Laureat honorowych nagród: E.E. Smith Memorial Award (1974), Isaac Asimov Memorial Award (1996), Lifetime Achievement Award of the Arthur C. Clarke Foundation (2005) i Robert A. Heinlein Award (2008).
Był autorem ponad 130 książek, zarówno fantastycznych, jak i non-fiction. Stworzył również 12 antologii. Współpracował przy produkcji filmów m.in. z takimi twórcami, jak: Woody Allen, George Lucas, Gene Roddenberry.
Zmarł 29 listopada 2020 w Naples na Florydzie na COVID-19.

## Życie prywatne
Trzykrotnie żonaty: Rose Cucinotta (1958–1974), Barbara Berson Rose (1974–2009, zmarła), Rashida Loya (2013–2020). Z pierwszą żoną miał syna i córkę.

## Poglądy na temat fantastyki naukowej
Uważał, że fantastyka naukowa spełnia funkcje współczesnej mitologii. Twierdził, że może ona również łączyć rozum z uczuciem, np. poprzez ukazanie autentycznego piękna i wspaniałości wszechświata, co może prowadzić do wybierania kariery naukowej przez potencjalnego odbiorcę. Jak pisał, literatura ta ukazuje też piękno tego systemu myśli, który nazywamy nauką. 

## Publikacje

### CyklExiles
- Exiled From Earth (1971)
- Flight of Exiles (1972)
- End of Exile (1975)

### CyklWędrowcy
- Wędrowcy (Voyagers, 1981)
- Voyagers II: The Alien Within (1986)
- Voyagers III: Star Brothers (1990)

### CyklOrion
- Orion (1984)
- Vengence of Orion (1988)
- Orion in the Dying Time (1990)
- Orion and the Conquerer (1994)
- Orion Among the Stars (1995)

### CyklTo Save the Sun
- To Save the Sun (1992) – z A.J. Austinem
- To Fear the Light (1994) – z A.J. Austinem

### CyklDroga przez Układ Słoneczny

#### Mars
- Mars (Mars, 1992)
- Powrót na Marsa (Return to Mars, 1999)
- Życie na Marsie (Mars Life, 2008)

#### Księżyc
- Wschód księżyca (Moonrise, 1996)
- Wojna o księżyc (Moonwar, 1998)
- Powersat–satelita energetyczny (Powersat, 2005)

#### Planety
- Wenus (Venus, 2000)
- Jowisz (Jupiter, 2001)
- Saturn (Saturn, 2002)
- Tytan (Titan, 2005)
- Mercury (2005)

#### Wojna o asteroidy
- Urwisko (The Precipice, 2001)
- Skalne szczury (The Rock Rats, 2002)
- Cicha wojna (The Silent War, 2002)
- Pokłosie (The Aftermath, 2007)

#### Planety zewnętrzne
- Uranus (2020)
- Neptune (2021)

### Inne powieści
- The Star Conquerors (1959)
- The Dueling Machine (1969)
- THX 1138 (1971)
- As on a Darkling Plain (1972)
- The Starcrossed (1975)
- Millennium (1976)
- The Multiple Man (1976)
- Colony (1978)
- Kinsman (1979)
- The Winds of Altair (1983)
- Privateers (1985)
- Battle Stations (1987)
- Cyberbooks (1989)
- The Trikon Deception (1992)
- Empire Builders (1993)
- Death Dream (1994)
- Brothers (1996)
- The Hittite (2010)

### Zbiory opowiadań
- Forward in Time (1973)
- Maxwell’s Demons (1978)
- Escape Plus (1984)
- The Astral Mirror (1985)
- Promethans (1986)
- Battle Station (1987)
- Zbrodnia (Future Crime, 1990)
- Challenges (1993)
- Twice Seven (1998)
- Tales of the Grand Tour (2004)

### Antologie
- The Best of Analog (1978)
- Aliens (1997)

### Inne książki
- The Craft of Writing Science Fiction That Sells (1994)
- Are We Alone in the Cosmos? (1999)
- Faint Echoes, Distant Stars (2004)